# Žalm 10
Žalm 10 („Hospodine, proč jen stojíš v dáli“) je biblický žalm. Žalm navazuje bez nadpisku na Žalm 9 a tvoří s ním v Septuagintě i Vulgatě jeden celek, takže číslování dalších žalmů je v obou těchto překladových verzích nadále posunuto. Svým převážně elegickým rázem se však Žalm 10 od chvalozpěvného Žalmu 9 liší natolik, že se právem odděluje jako samostatný.

## Užití
Spis Šimuš Tehilim („Užití Žalmů“), jehož autorem je zřejmě židovský učenec Chaj Ga'on (939–1038), uvádí, že recitace 10. žalmu je prospěšná jako prevence proti zlým duchům.